# Стонер (Виченца)
Стонер је насеље у Италији у округу Виченца, региону Венето.
Према процени из 2011. у насељу је живело 82 становника. Насеље се налази на надморској висини од 1051 м.